# Syrphophagus bacchae
Syrphophagus bacchae är en stekelart som först beskrevs av Blanchard 1940.  Syrphophagus bacchae ingår i släktet Syrphophagus och familjen sköldlussteklar. Inga underarter finns listade i Catalogue of Life.